# جون دبليو فوستر
جون واتسون فوستر (بالإنجليزية: John W. Foster)‏ (2 آذار/مارس 1863-15 تشرين الثاني نوفمبر 1917) دبلوماسي، ضابط، محامي وصحفي أمريكي عيّنه الرئيس بنجامين هاريسون وزيراً للخارجية.

## روابط خارجية
- جون دبليو فوستر على موقع الموسوعة البريطانية (الإنجليزية)
- جون دبليو فوستر على موقع إن إن دي بي (الإنجليزية)